# Aphonopelma catalina
Aphonopelma catalina es una especie de araña de la familia Theraphosidae, que se encuentra en Arizona, Estados Unidos.